# Air-France-Flug 009
Am 28. Oktober 1949 verunglückte eine Lockheed 749A Constellation, die den Air-France-Flug 009 von Paris nach New York ausführte, auf der Insel São Miguel (Azoren) am Monte Redondo. Alle 48 Insassen, 37 Passagiere und elf Besatzungsmitglieder, starben, als die Maschine der Air France im Irrflug am Berg zerschellte. Weil mehrere Prominente unter den Opfern waren, fand der Unfall weltweit besondere Beachtung.

## Unfallhergang
Die Lockheed Constellation war zum Zeitpunkt des Unfalls etwa zwei Jahre alt. Kapitän der Maschine war der erfahrene Flugkapitän De la Noue. Der Abflug fand um 20:05 Uhr vom Flughafen Paris-Orly statt. Um aufzutanken, war ein Zwischenstopp auf dem Flughafen von Santa Maria geplant; anschließend sollte der Flug bis nach New York fortgesetzt werden. Um 01:41 Uhr meldeten die Piloten, das Flugzeug befinde sich 150 nautische Meilen entfernt vom Flughafen und die Ankunft sei für 02:45 Uhr geplant, was später auf 02:55 Uhr korrigiert wurde. Um 02:51 Uhr, also vier Minuten vor der geplanten Landung, bat De la Noue mit dem Hinweis, in Sichtweite des Flugfeldes zu sein, um Landeinstruktionen. Diese wurden ihm daraufhin erteilt. Zu diesem Zeitpunkt befand sich die Maschine auf einer Höhe von etwa 3.000 Fuß. Der Funkspruch des Kapitäns „Having accomplished first part of flight normally, ready to land in five minutes at Santa Maria. Weather clear.“ stellte den letzten Kontakt mit dem Flugzeug dar.
Wenige Minuten nachdem der Kontakt zur Crew abgebrochen war, sah ein Lastwagenfahrer auf der Insel São Miguel, etwa neunzig Meilen nördlich des geplanten Zwischenziels, einen Lichtblitz an einem Hang des Monte Redondo. Es wurde eine Suche aus der Luft eingeleitet, bei der acht Stunden nach dem Absturz das völlig zerstörte und verbrannte Wrack geortet werden konnte. Alle Insassen waren zu diesem Zeitpunkt tot und bis zur Unkenntlichkeit verbrannt.
Es ist davon auszugehen, dass die Maschine auf falschem Kurs unterwegs war und die Piloten im Sichtflug die Inseln São Miguel und Santa Maria verwechselten. Die daraufhin von der Crew an den Flughafen von Santa Maria gegebenen Positionsangaben waren demnach falsch. Als die Piloten die über Funk erhaltenen Landeanweisungen befolgten, kollidierte die Lockheed Constellation auf einer Höhe von 900 Metern – unweit des Pico da Vara, des höchsten Bergs der Insel São Miguel – mit dem Monte Redondo. Wie es zu der Verwechslung kam, ist unklar, jedoch besaß auch São Miguel, als Hauptinsel der Azoren, bereits zu diesem Zeitpunkt ein Flugfeld, welches De la Noue möglicherweise als das des Flughafens in Santa Maria zu erkennen glaubte. Seine Aussage, die Landebahn zu sehen, deutet darauf hin, dass es sich tatsächlich um einen fatalen Irrtum gehandelt hat.

## Passagiere und Besatzung
Alle 48 Menschen an Bord der Maschine kamen beim Absturz ums Leben, davon waren 37 Passagiere. Darunter waren vor allem Geschäftsleute und Personen des öffentlichen Lebens. So gehörte zu den Opfern der Profiboxer und ehemalige Weltmeister im Mittelgewicht, Marcel Cerdan, der sich auf dem Weg zu Edith Piaf befand, mit der er eine Beziehung führte. Der Film Edith und Marcel (Édith et Marcel, 1983) widmet sich dieser Beziehung und behandelt auch den Absturz des Flugzeugs.
Auch Ginette Neveu, eine der bedeutendsten Violinistinnen ihrer Zeit, und ihr Bruder, der Pianist Jean Neveu, starben. Als ihre Leiche gefunden wurde, hielt sie ihre Stradivari in den Armen. Das Instrument war zerbrochen, jedoch nicht verbrannt. Ein weiterer Passagier an Bord der Lockheed Constellation war der 68-jährige Maler und Illustrator Bernard Boutet de Monvel (1881–1949), Sohn des Illustrators Louis-Maurice Boutet de Monvel (1850–1913).
Unter den elf Opfern mit US-amerikanischer Staatsbürgerschaft war das Ehepaar Katie und Kay Kamen (1892–1949). Der Millionär und Geschäftsmann hatte noch in einem letzten Brief aus Paris an sein Büro in New York über seine enorme Flugangst gescherzt. Kamen war ein enger Freund Walt Disneys, einer der mächtigsten Männer in dessen Konzern und gilt als Erfinder des modernen Merchandising.
Eine Flugbegleiterin war Suzanne Roig. Sie war das Patenkind des Schriftstellers Antoine de Saint-Exupéry, der fünf Jahre zuvor selbst mit einem Flugzeug verunglückt war.

## Trivia
Der Tod von Ginette Neveu erschütterte die Wiener Pianistin Margarete Frömel derart, dass sie Suizid beging:

„Margarete Frömel, die eine ausgezeichnete Pianistin war, hatte sich mit Ginette Neveu in inniger Freundschaft verbunden gefühlt. Während der Aufenthalte der Künstlerin in Wien war die französische Geigerin, wenn sie übte, des öfteren von Margarete Frömel am
Klavier begleitet worden. […] Das Bild der toten Geigerin, das Frau Frömel in der Hand hielt, weist eine Widmung Ginette Neveus auf.“